# Distretto di Manica
Il distretto di Manica è un distretto del Mozambico, facente parte della Provincia di Manica.

## Suddivisioni amministrative
Il distretto è suddiviso in cinque sottodistretti amministrativi (posti amministrativi):
- Manica
- Machipanda
- Messica
- Mavonde
- Vanduzi